# Cathedral of the Assumption of the Blessed Virgin Mary

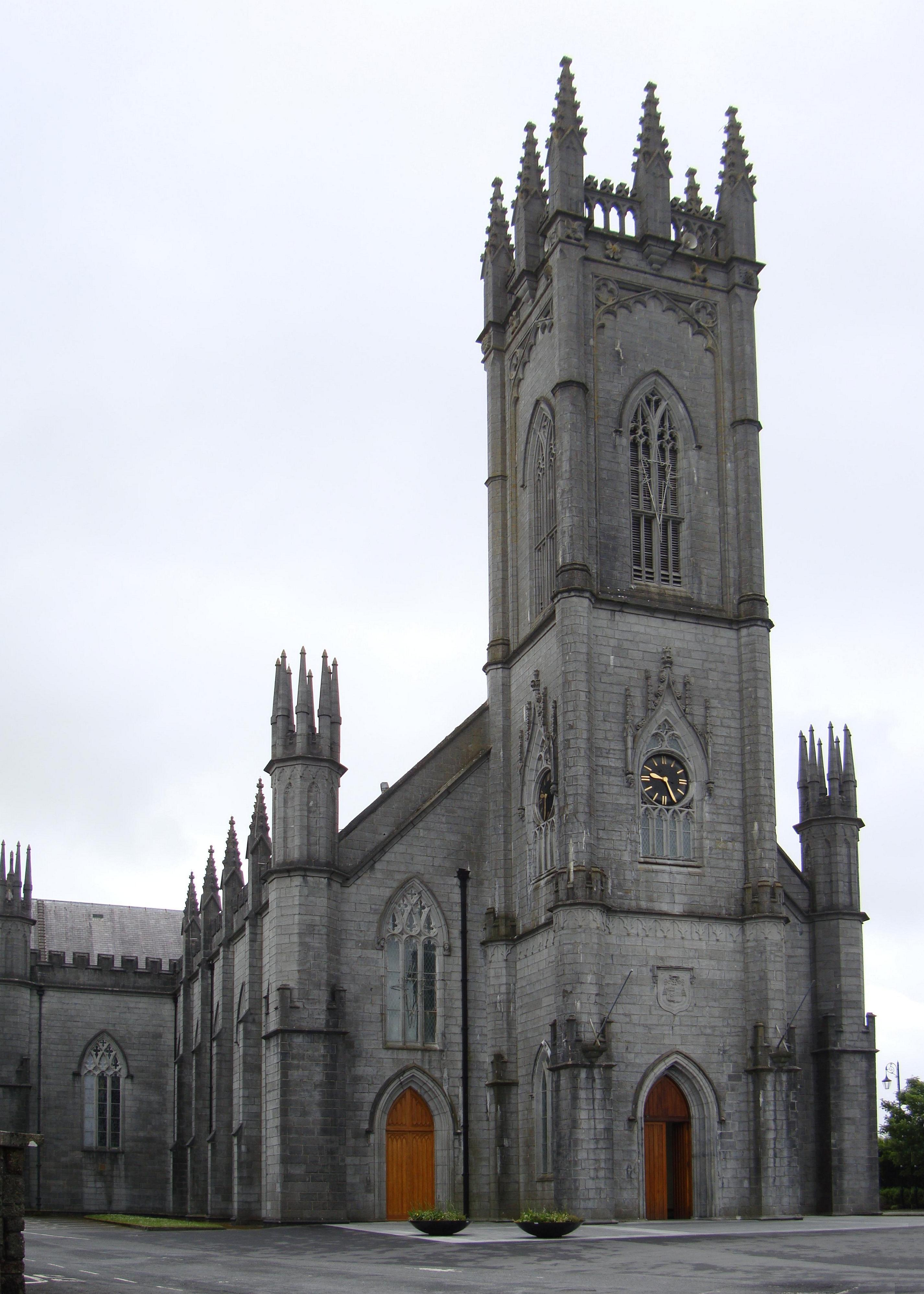
Kathedrale von Tuam

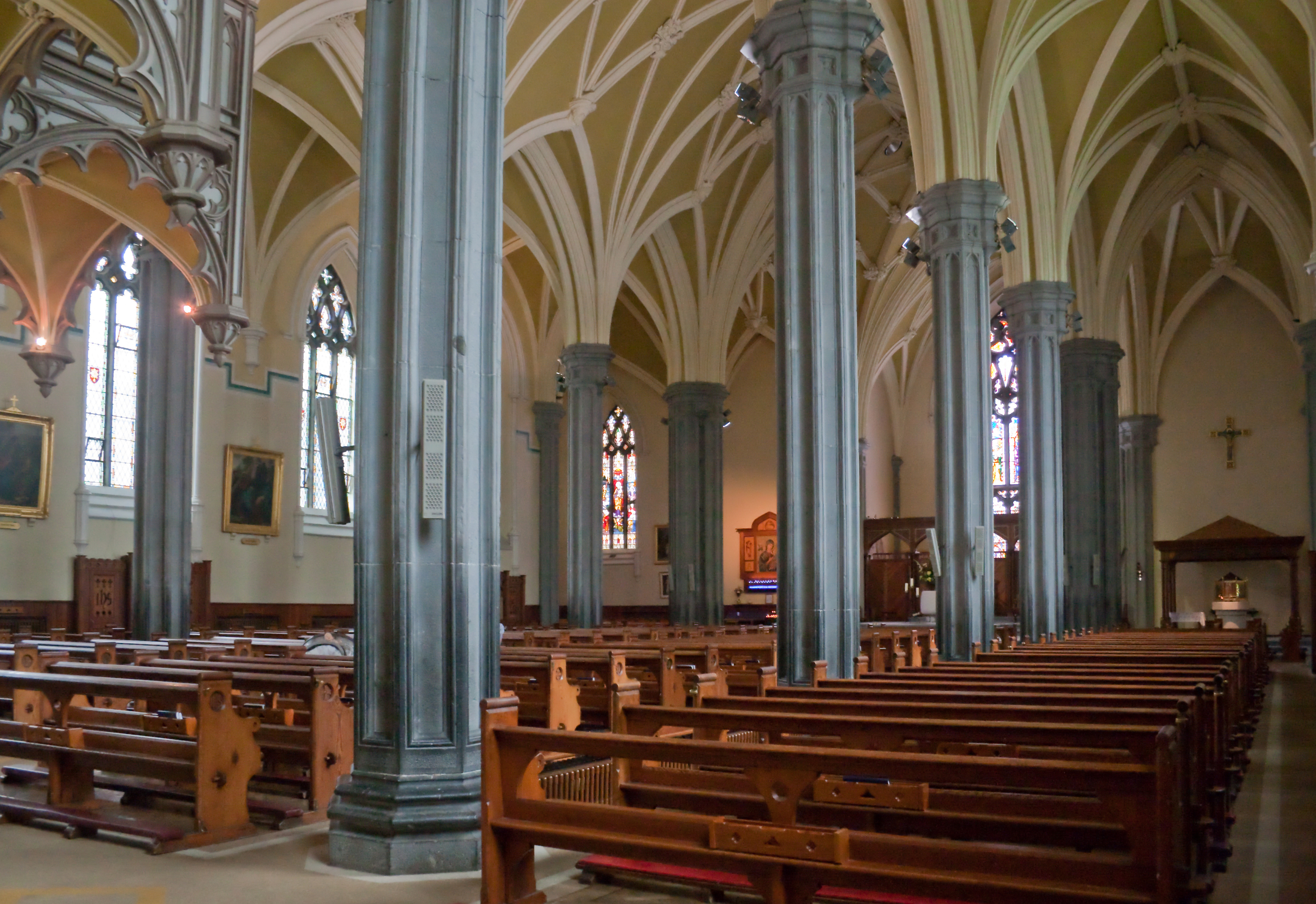
Inneres

Die Kathedrale von Tuam (Cathedral of the Assumption of the Blessed Virgin Mary, irisch Ard-Eaglais Deastógála na Maighdine Beannaithe) ist die Bischofskirche des römisch-katholischen Erzbistums Tuam in Tuam, Irland. Sie ist eines der schönsten Beispiele für die Neugotik in Irland.

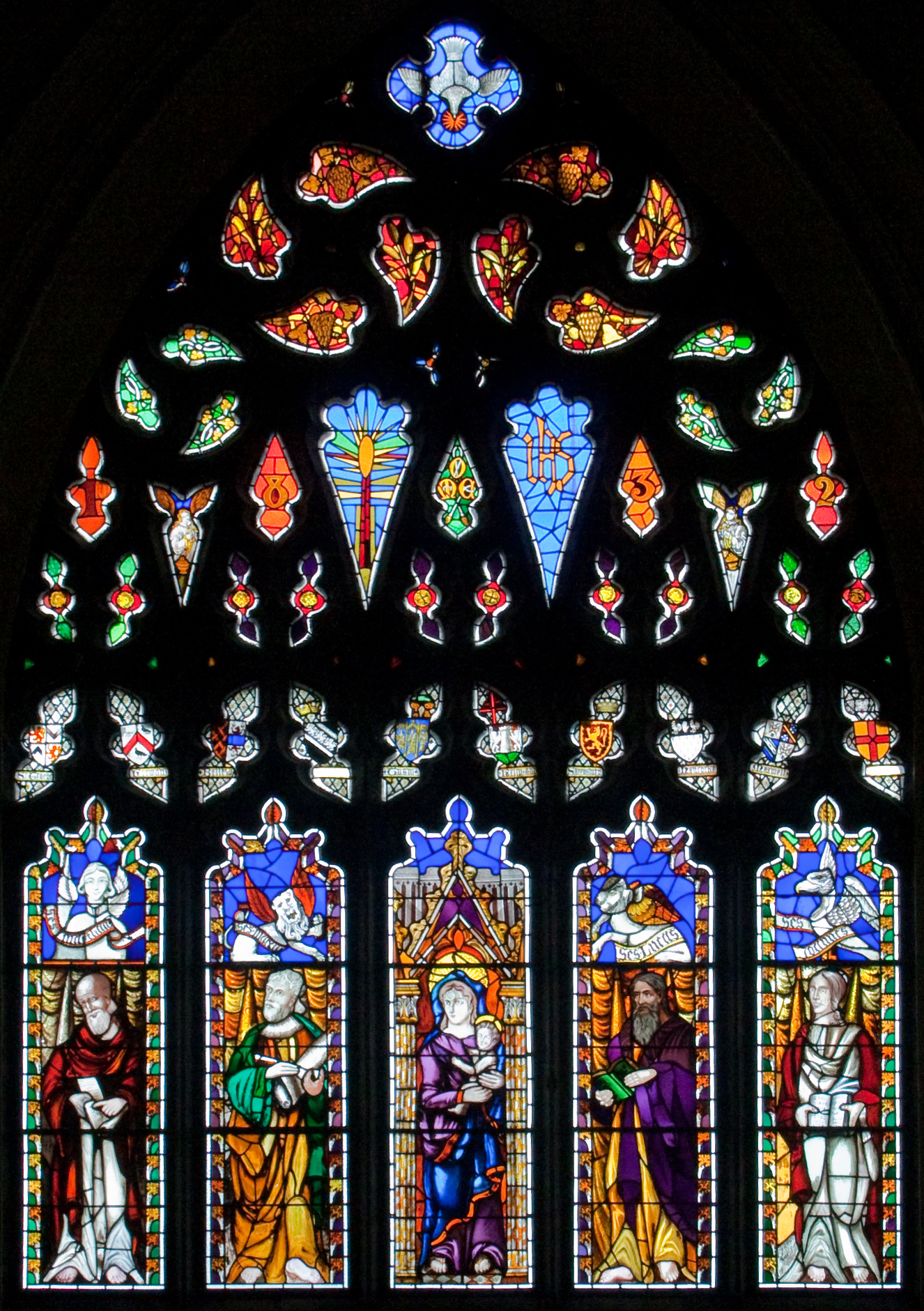
Buntglasfenster

## Baugeschichte
Oliver O’Kelly, katholischer Erzbischof von Tuam, beauftragte Dominic Madden mit dem Bau einer katholischen Kathedrale in Tuam, nachdem die Marienkathedrale des 14. Jahrhunderts unter Elisabeth I. dem anglikanischen Gottesdienst zugeführt und der öffentliche römisch-katholische Kultus für zweihundert Jahre verboten gewesen war. Der Grundstein wurde am 30. April 1827 gelegt. Hauptbaumaterial war Kalkstein. Im Jahr 1829 verließ Madden das Projekt, weil sein geplanter Chor aus finanziellen Gründen verkleinert werden musste. Die Bauarbeiten leitete danach Marcus Murray. Der Bau der Kathedrale wurde am 18. August 1837 beendet. Der dreigeschossige Turm ist 43 Meter hoch. 1859 wurde die Turmuhr eingebaut.

## Architektur und Ausstattung
Die Kathedrale ist eine neugotische Hallenkirche mit Querhaus.
Das dreischiffige Langhaus ist zwanzig Meter breit und mit Netzgewölben überspannt. Der Hochaltar stammt von Michael O’Connor. In der Kathedrale finden sich viele schöne Glasfenster. Die Orgel stammt aus dem Jahr 1933.